# Suzy King
Georgina Pires Sampaio (Brasil, 28 de agosto de 1917 — Estados Unidos, 9 de agosto de 1985), conhecida como Suzy King, foi uma dançarina, cantora, atriz e faquiresa brasileira.
Anunciada sempre como "bailarina exótica" ou "rival de Luz del Fuego", Georgina seguiu por toda a década de 1950 ganhando diversas manchetes nas primeiras páginas dos jornais, mais pelas confusões que provocava com suas cobras e seu corpo do que por motivos essencialmente artísticos. Atrevida, não se limitou ao canto e à dança, chegando a escrever uma peça e se tornando, durante o auge do faquirismo no Brasil, uma faquiresa, o que também lhe rendeu grande publicidade e mais escândalos.

## Biografia

### Década de 1930 e 1940: início da carreira artística
Filha de Josino Pires Sampaio e Etelvina Pires Sampaio, Georgina iniciou sua carreira artística em 1939, em São Paulo, sob o pseudônimo Diva Rios, cantando sambas e marchas. Mais tarde, no Rio de Janeiro, seguindo o caminho aberto por Luz del Fuego, passou a se apresentar com cobras em espetáculos de canto e dança em circos e teatros, usando o nome Suzy King.

### Década de 1950: bailarina exótica e danças com cobras
Em novembro de 1953, o Diário de Notícias informou que Suzy havia viajado para Ilhéus, Bahia. Havia fechado contrato com um circo e se apresentaram no interior da Bahia com suas cobras, nessa que parece ter sido uma de suas primeiras turnês neste ramo. O que seguiu ocupou as páginas de todos os jornais e foi seu primeiro grande momento sob os holofotes - uma de suas cobras, mal chegara em casa, teria escapado da caixa onde viera guardada e fugira até a varanda do apartamento vizinho, onde residia uma senhora italiana que fizera um escândalo ao deparar com a presença do animal. Acidental ou não, a confusão foi habilmente usada por Suzy, que falou a todos os jornais que lhe procuraram, aproveitando para se promover e fazendo troça com o episódio, dizendo que suas cobras eram apenas "duas minhocas" e que tanto alarde por parte da vizinha vinha do fato dela ser italiana.
Em fins de 1956, Suzy King protagonizou uma das mais pitorescas confusões em que teve seu nome envolvido. Tudo começou quando Suzy mandou sua empregada comprar salsicha em uma mercearia de sua rua. A salsicha, dizia Suzy, estava num estado deplorável e além disso tinha lhe custado muito cara pela má qualidade que apresentava. Furiosa, foi reclamar na mercearia. Não recebendo a atenção desejada e se sentindo maltratada, foi reclamar na Delegacia de Economia Popular, onde novamente não recebeu a atenção que queria e se sentiu maltratada. Sendo assim, recorreu a imprensa, recebendo modesta atenção.
Porém, Suzy queria levar a público sua reclamação. Trajando o que a imprensa chamou de biquíni sumaríssimo e acompanhada de duas cobras, Suzy foi à Praça Tiradentes no Rio de Janeiro, onde protagonizou um pequeno comício no qual falava de sua revolta aos transeuntes. Seu método era simples - Suzy improvisava bailados com suas cobras até reunir ao seu redor um número de gente que considerasse suficiente. Conquistado o público, Suzy expunha o que já dissera à imprensa, porém acrescentando novos detalhes - a alimentação de suas cobras andava cara e se vira obrigada a alimentá-las com salsichas. Vítima da salsicha podre que comprara, sua cobra Café Filho havia morrido. E Suzy explicava que pedira ao dono da fábrica de salsichas o pagamento de um valor que lhe compensasse a perda e que não foi atendida, motivo pelo qual tinha ido às ruas fazer o seu protesto.
Em meio às expressões e gestos escandalosos com que Suzy contava sua história, um senhor que a tudo assistia, se sentindo moralmente ofendido, se pôs a discutir com ela, o que desencadeou grossa confusão, durante a qual não faltou quem tentasse, inclusive, despir completamente Suzy. Um guarda municipal se aproximou na intenção de botar fim ao tumulto de Suzy e foi atacado por uma das cobras, de nome Padilha, que assustada atacou em seguida, a própria Suzy. Suzy e o guarda foram levados ao Pronto Socorro e depois à Delegacia.
Não contente com a repercussão de seu comício, Suzy quis chamar atenção para o caso mais uma vez alguns dias depois, através do jornal Última Hora, em matéria sob o chamativo título "O dono da fábrica de salsichas "peitou" um homem para matar-me!", fechando com chave de ouro o exótico episódio.

### 1956: primeira exibição como faquiresa
Sua primeira exibição conhecida ocorreu em 05 de março de 1956, na cidade de Juiz de Fora, Estado de Minas Gerais, com o intuito de cumprir 20 dias de jejum em uma urna de vidro com três cobras.

### 1959: confusão e jejum interrompido
Em 14 de março de 1959, Suzy King iniciaria sua exibição de faquirismo no Rio de Janeiro, na Galeria Ritz, em Copacabana. Seu jejum deveria durar cento e dez dias, após os quais ela teria batido o recorde feminino mundial e seria reconhecida como a grande dama do faquirismo. No dia em que iniciaria seu jejum, Suzy resolveu, para efeito de publicidade e também na intenção de se despedir da cidade antes de permanecer tantos dias fechadas em uma urna, cavalgar pelas principais ruas do centro, numa referência explícita a Lady Godiva, inclusive usando uma peruca, alusão aos longos cabelos da original. Suzy trajava na ocasião novo biquíni sumaríssimo de sua coleção e tinha em sua companhia um sujeito vestido de índio, que devia conduzir o cavalo e lhe proteger caso algo desse errado. E algo deu errado, o que fez apenas com que o falso índio fugisse e lhe deixasse entregue à sua própria sorte. Depois de algum tempo rodando pela cidade, quando passava pela Avenida Rio Branco, Suzy notou que uma multidão começava a cercá-la. Assustada, mal teve tempo de reagir quando avançaram contra ela, lhe derrubando do cavalo e arrancando as peças que vestia. Como se deu o fim da confusão não se sabe bem, pois nos relatos dos jornais há pequenas variações. Suzy parece ter sido auxiliada por alguns transeuntes e policiais e conseguiu, vestindo uma roupa que haviam lhe emprestado, tomar um táxi e seguir até a Delegacia. 
Ainda em março, quando Suzy já se encontrava em pleno jejum, uma nova nota indicava que as coisas não corriam bem. Ali já parecia claro que Suzy não levaria a exibição até o fim. O jejum não durou os cento e dez dias prometidos. Suzy jejuava há apenas cinquenta e três dias quando conseguiu deixar a urna. Não foi sua primeira tentativa. Dias antes, mandara a empregada incendiar as cortinas da sala de exposição onde sua urna se encontrava, na intenção de fugir durante o tumulto. Fracassara nessa e em outras tentativas, sempre impedida pelos homens encarregados de vigiá-la para que não quebrasse o contrato fechado com a companhia responsável pela exibição. Dessa feita, quebrou a urna a marteladas e estava à beira de tomar um táxi quando foi surpreendida pelo lutador Nocaute Jack, que mais tarde seria massagista da Seleção Brasileira e era então o responsável por vigiá-la.
Nocaute Jack não hesitou em chamar a polícia e Suzy teve uma crise de nervos, atirando-se no chão. Com muito esforço, conseguiram tirá-la dali. Suzy foi levada a um posto médico e depois à Delegacia. A história lhe rendeu alguma publicidade e depois dela, pouco se ouviu falar de Suzy King.

### Década de 1960: ostracismo e ida para os Estados Unidos
Suzy King entrou em ostracismo nos anos 1960, quando o cenário político do país e a pretensa modernização que visionava sofisticar os gostos do povo brasileiro contribuíram para o fim dos que, como ela, eram artistas do povo - faquires, bailarinas exóticas, vedetes.
Sempre transgressora, partiu para uma turnê em países latinoamericanos, tendo como ponto final os Estados Unidos no final dos anos 60. Passou a viver sob nova identidade - se tornou Yacui Yapura Sampaio Bailey, dezessete anos mais nova. Em 1970, casou-se com o americano Weldom J. Bailey. Faleceu em 1985, no parque de trailers onde residia em Chula Vista, cidade pertencente ao condado de San Diego, na Califórnia.

## Na mídia
Em 2020, foi lançado o filme "A senhora que morreu no trailer", dirigido por Alberto Camarero e Alberto de Oliveira. Por meio de dramatizações, artigos de jornal e entrevistas, a obra busca traçar a vida de Suzy King até sua morte. 

Em 2021 foi lançada a biografia de Suzy King, intitulada "Suzy King, a Pitonisa da Modernidade", escrita também por Alberto Camarero e Alberto de Oliveira. 